# Ордіно (футбольний клуб)
«Ордіно» (кат. Futbol Club Ordino) — професіональний андоррський футбольний клуб із міста Ордіно з однойменної перрокії, заснований 2010 року.

## Історія
Клуб був заснований в 2010 році. У сезоні 2012/13 команда стартувала в Сегона Дівісіо, в якій з першого разу зуміла перемогти і з наступного сезону отримала право виступати в Прімера Дівісіо. У переможному сезоні 2012/13 років команду тренував іспанський тренер Карлос Санчес Естелья. У кінці жовтня 2013 року команду очолив Хосе Луїс Дуке, який замінив Сальвадора Еструху. У серпні 2014 року головним тренером «Ордіно» став Віктор Мануель Торрес Местре.

## Досягнення
- Сегона Дівісіо
  -  Чемпіон (1): 2012/13

## Статистика виступів у національних турнірах
| Сезон   | Дивізіон        | Місце в чемпіонаті | І  | В  | Н | П | ЗМ  | ПМ | О  | Кубок Андорри | Примітки   |
| ------- | --------------- | ------------------ | -- | -- | - | - | --- | -- | -- | ------------- | ---------- |
| 2012/13 | Сегона Дівісіо  | 1                  | 22 | 22 | 0 | 0 | 119 | 9  | 66 | 1/4 фіналу    | Підвищення |
| 2013/14 | Прімера Дівісіо | 5                  | 20 | 9  | 5 | 6 | 41  | 34 | 32 | 1/4 фіналу    |            |
| 2014/15 | Прімера Дівісіо | 5                  | 20 | 10 | 3 | 7 | 36  | 29 | 33 | 1/2 фіналу    |            |

## Відомі тренери
- Карлос Санчес Естелья (2012—2013)
- Карлес Вальверду (2013)
- Сальвадор Еструх (2013)
- Хосе Луїс Дуке (2013—2014)
- Віктор Мануель Торрес Местре (2014)
- Хосе Куереда (2014—2015)
- Мігель Анхель Лозано (2015-т.ч.)